# Conchobar mac Domnaill Ua Máel Sechlainn
Conchobar mac Domnaill Ua Máel Sechlainn  (mort en 1073) est un roi de Mide issu du Clan Cholmáin qui règne de 1030 à 1073.

## Origine et contexte
Conchobar est le fils ainé de Domnall mac Máel Sechlainn (mort en 1018) abbé de Clonard en 1014  et le petit fils de Mael Seachnaill II Mór roi de Mide et Ard ri Erenn de 980 à 1002 et de 1014 à 1022. Son frère Flann qu'il fait aveuglé en 1037 est l'ancêtre des Ua  Máelsechlainn postérieurs .
Après la mort de son grand-père en 1022 la dynastie des Uí Néill du Clan Cholmáin s'enfonce dans la guerre civile. Le trône du royaume de Mide est occupé par des cousins éloignés issus de fils de l'Ard ri Erenn Flann Sinna: Máel Sechnaill Got (1022 1025) un descendant à la 3e génération de Domnall mac Flainn roi de Mide (919-921)  puis Róen mac Muichertach (1025-1027) descendant à la 3e génération d'un autre roi de Mide, Conchobar mac Flainn (916-919), tué à la Bataille d'Islandbridge. Le trône est enfin occupé par Domnall Got (1027-1030) un parent putatif de Máel Sechnaill Got.

## Règne
En 1030 Conchobar est vaincu par Domnall Got lors d'une combat ou périt Ua Cearnachain, seigneur de Luighne Il est expulsé au delà du Loch Ribh, cependant il accède au trône après que Gott ait été ensuite tué par trahison par Cucaratt Ua Cobhthaigh l'un de ses propres soldats...En 1033 il est vaincu par son neveu  Murchad Ua Maeleachlainn lors d'une bataille au cours de laquelle périssent Maelruanaidh Ua Carraigh Calma, orcan Ua Caindelbhain, seigneur de Laeghairi, le seigneur de Feara-Cul, et beaucoup d'autres
Peut être à la suite de cette agression il commence une faide contre la lignée de son prédécesseur. On ignore s'il est à l'origine du meurtre de Cernachan Got en 1037 par Sitric Ua Flannagain des Uí Maine ni de la mort en 1041 de Maelruanaidh, fils de Roen, Héritier présomptif de Teamhair mais les Annales lui imputent le meurtre de Flan le fils de Mael Sechnail Got autre Héritier présomptif de Teamhair en 1042  et celui de Domhnall Ua Cearnachain « fils de Gott » en 1056 
Conchobar n'épargne pas sa propre famille: ses oncles:  Murchad Ruadh aveuglé en 1039 et Muichertach tué en 1049  et même son propre frère Flann aveuglé lui aussi en 1037 En 1036 son cousin Domnall est tué par les Hommes du  royaume de Breifne Il semble par contre avoir trouvé un terrain d'entente avec son neveu Murchad fils de Flann qui le défait en 1033 en le laissant occuper l'Abbaye de Kells en 1055
En 1039 une armée menée par Donnchad mac Gilla Pátraic et les Osraighi pénètre en Mide et incendie le pays jusqu'à Cnogba (Knowth) et Droichead-atha. Ses velléités de contrôler les  Gall Gàidheal du royaume de Dublin donnent l'occasion à Sigtryggr Silkiskegg de piller le centre ecclésiastique de Ardbreccan dans l'actuel comté de Meath 
En 1040 il mène une incursion dans le nord du Leinster et pille le site ecclésiastique de Láthrach Briúin c'est-à-dire Laraghbryan dans l'actuel comté de Kildare cette agression est à l'origine de deux décennies de conflits avec ce royaume. En 1048 il occupe la plaine de la Liffey et pille le sanctuaire de Kildare, le dynaste local Uí Fáeláin riposte par une attaque sur Clonard, ces évènements poussent son suzerain le puissant  Diarmait mac Mail na mBo à intervenir en 1049 et à la tète des « Hommes du Leinster » avec leurs alliés de Dublin et Niall mac Eochada roi d'Ulaid il envahit le royaume de Mide qu'il dévaste et exige des otages de Conchobar. Les alliés pillent les églises et les places fortes du royaume. De concert avec le roi d'Osraige, Diarmait envahit une nouvelle fois le fait de nombreux prisonniers et brule des églises,  En 1069 son royaume est de nouveau dévasté par Murchad mac Diarmata roi des Gall Gàidheal d' Ath-cliath, ses groupes saccagent Granard Ardbreccan et Fore mais le roi de Dublin reçoit plusieurs blessures lors de ces attaques. Le 7 février 1072 Conchobhar Ua Maeleachlainn, réussit à vaincre, tuer et décapiter son principal ennemi Diarmait mac Mail na mBo roi de Leinster, des  Gall Gàidheal d' Ath-cliath et du Leath Mogha-Nuadhat, lors de bataille d'Odhbha,

## Mort et succession
Conchobhar Ua Maelseachlainn, est tué en 1073 par « trahison et tromperie » alors qu'il est sous la protection du « Bachal Ísu » une importante relique de Patrick d'Irlande, par le fils de son frère: Murchad, fils de Flann. Il est inhumé à Clonmacnoise Le royaume de Mide est ensuite désolé par une guerre civile qui éclate entre son neveu ce même Murchad mac Flainn Ua Máelseachnaill, (1073-1076) qui est tué trois ans après par les Gailenga en 1076  et son fils Máel Sechlainn Bán mac Conchobair Ua Máel Sechlainn, (1076-1087)

## Union est postérité
Conchobar épouse Mór issue des Conchobhair Uí Failghe qui est la mère de ses deux fils et de sa fille:
- Máel Sechlainn Bán mac Conchobair Ua Máel Sechlainn roi de Mide de 1076 à 1087 , père de Conchobar co-roi de Mide 1094 à 1115
- Murchad Héritier présomptif, tué en 1077, par trahison les Hommes de Tethbae et Catharnach Sinnach [28]
- Ben-Midi

## Sources
- (en) Francis John Byrne, Irish Kings and High-Kings, Dublin, Courts Press History Classics, 2001, 341 p. (ISBN 1-851-82-196-1), p. 143,163,272.
- (en) Donnchadh Ó Corráin, Ireland before the Normans, Dublin, Gill & Macmillan, 1972, 210 p., p. 133,134,137
- (en) T.W Moody, F.X. Martin et F.J. Byrne, A New History of Ireland IX Maps, Genealogies, Lists. A companion to Irish History part II, Oxford, Oxford University Press, 2011, 690 p. (ISBN 978-0-19-959306-4).
- (en) Art Cosgrove (sous la direction de), Medieval Ireland 1169-1534, Oxford, Oxford University Press, coll. « A New History of Ireland » (no 2), 2008, 1004 p. (ISBN 978019 9539703), p. 8-9